# マレーシアのビール

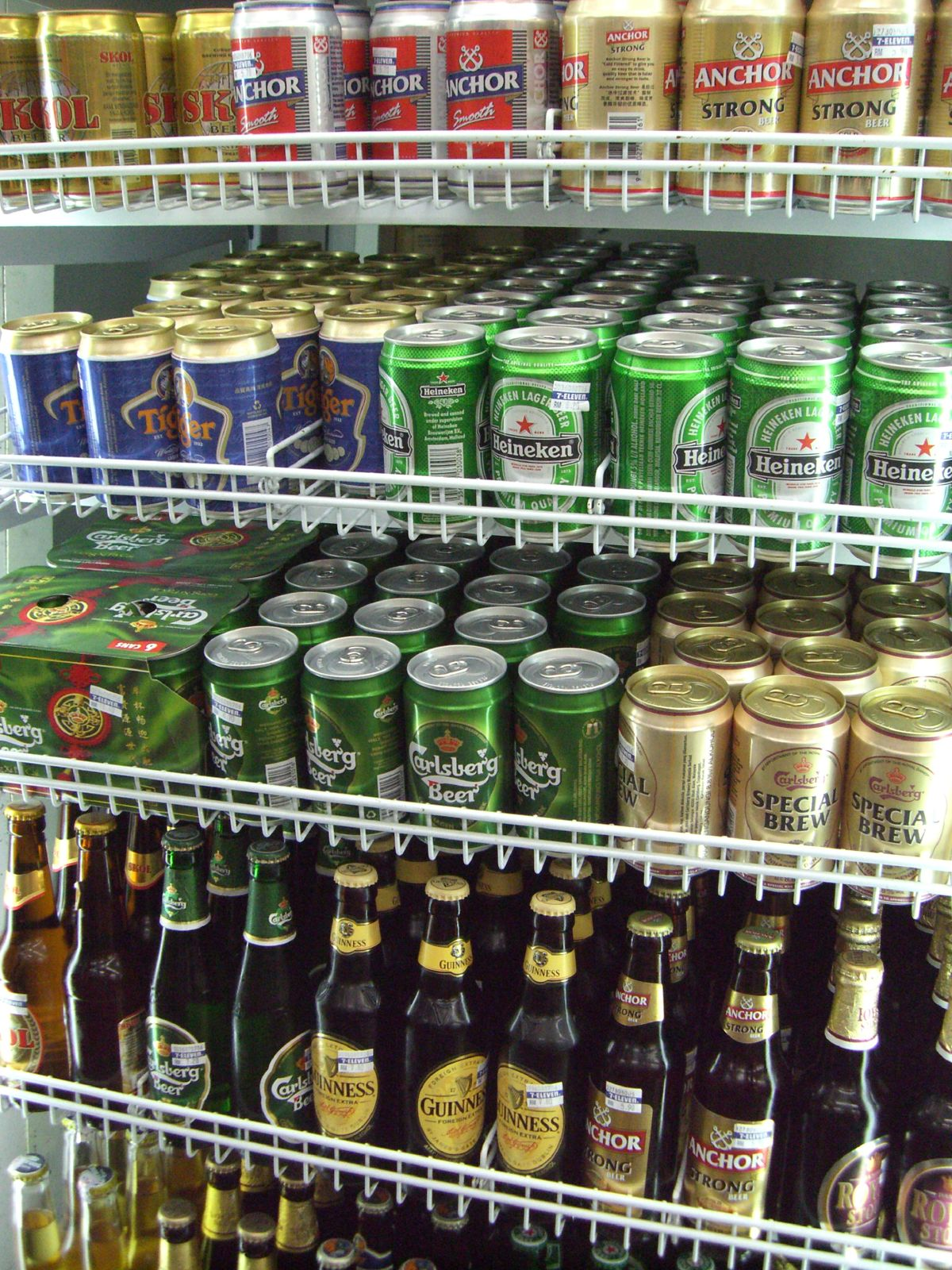
マレーシアのセブン-イレブンにおける缶ビールと瓶ビール

マレーシアのビールでは、マレーシアで製造および輸入されるビールの概要について記す。

## 概要
1968年、ギネスとマラヤン醸造所の2つの主要な醸造所が合併して、ギネスアンカーベルハドと呼ばれる新しい会社を設立した。
それ以前のマレーシアでのビールの販売は、主にシンガポールに隣接するマレーヤン・ビールリサーチ・リミテッドが行っていた。
カールスバーグは1970年にクアラルンプール郊外に最初の醸造所を設立した。
現地生産のほか、マレーシア市場のほとんどのビールは、シンガポール、タイ王国、インドネシア、フィリピン、ベトナムなどの近隣諸国から輸入されている。

## 規制
マレーシアはブルネイとインドネシアのようなイスラム世界の近隣諸国であるため、イスラム教徒の消費者は、ビールを含むアルコール関連飲料の購入や飲酒を禁止されている。
特にマレーシア西部の公共の場でアルコールを飲んだイスラム教徒は、罰金を科される。